# 九十九王子 (広川町)
本項目では、和歌山県有田郡広川町に所在する九十九王子（くじゅうくおうじ）について述べる。

## 九十九王子とは
九十九王子（くじゅうくおうじ）とは、熊野古道、特に紀伊路・中辺路沿いに在する神社のうち、主に12世紀から 13世紀にかけて、皇族・貴人の熊野詣に際して先達をつとめた熊野修験の手で急速に組織された一群の神社をいい、参詣者の守護が祈願された。
しかしながら、1221年（承久3年）の承久の乱以降、京からの熊野詣が下火になり、そのルートであった紀伊路が衰退するとともに、荒廃と退転がすすんだ。室町時代以降、熊野詣がかつてのような卓越した地位を失うにつれ、この傾向はいっそう進み、近世紀州藩の手による顕彰も行なわれたものの、勢いをとどめるまでには至らなかった。さらに、明治以降の神道の国家神道化とそれに伴う合祀、市街化による廃絶などにより、旧社地が失われたり、比定地が不明になったものも多い。
本記事では、これら九十九王子のうち、比定地が広川町にある王子を扱う。

## 広川町の九十九王子
広川町の九十九王子は3社。

### 井関王子
久米崎王子から広川に沿って南下し、広川東岸の湯浅御坊道路料金所のかたわらに井関王子（いせきおうじ）の跡地がある。「熊野道之間愚記」（『明月記』所収）建仁元年（1201年）10月10日条に「次参井関王子、於此所雨漸休」とあり、参詣の後、雨を避けて休息をとったとある。
江戸時代後期紀州藩が編纂した地誌『紀伊続風土記』には、社地は村の北の入口にあり、周囲82間であったと伝え、続けて、社地の字にちなんで「津兼王子」と呼ばれていると述べており、他に『紀伊名所図会』にも同様の記述が見られる。これは当地に井関王子以外にも津兼王子があったとする伝承があり、この2社の異同に関する異説があったことによるものである。『紀伊続風土記』や『紀伊名所図会』は両社が同一説を採るが、2社が別々の社であったとする説もある。後者の説によれば、井関王子址の東300メートルの地が津兼王子址であり、街道筋が西よりに付け替えられたことにより、井関王子が成立したのだという。
明治期に井関の稲荷明神社祭礼の際の御旅所とされ、村有の耕作地を社地の一部に取り込んで拡張したが、1909年（明治42年）に稲荷明神社とともに上津木八幡神社に合祀された。西律が1971年（昭和46年）に調査した際には、陶製の小さな祠がミカン畑のなかにあったが、湯浅御坊道路の工事で社地は完全に失われた。
近隣の丹賀大権現に合祀されている。
- 所在地 - 和歌山県有田郡広川町3113-1

### 河瀬王子

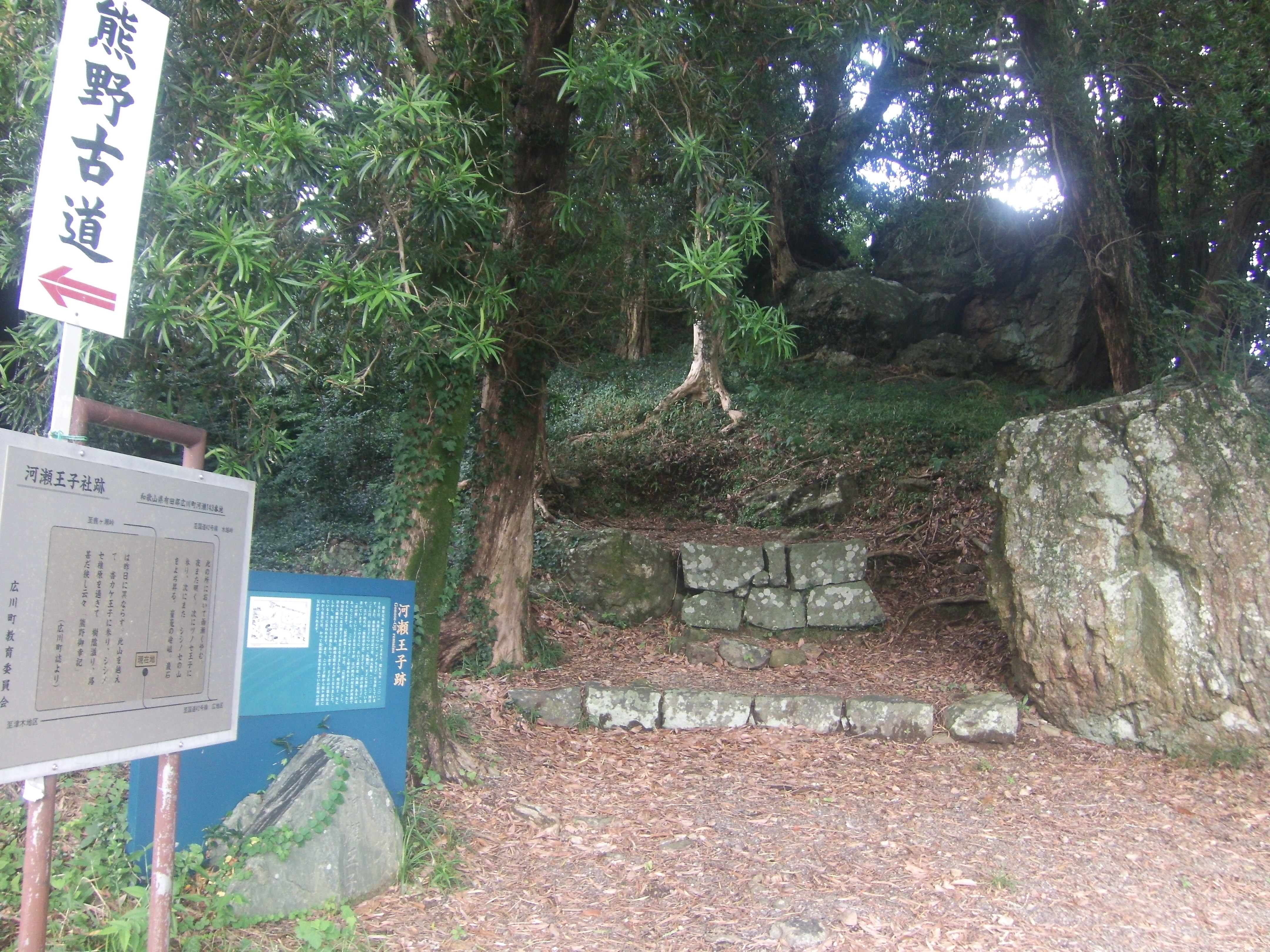
河瀬王子

井関王子から南下し、河瀬橋を渡った広川西岸にあるのが河瀬王子（ごのせおうじ）の跡地である。
「熊野道之間愚記」建仁元年（1201年）10月10日条に、井関王子についで「ツノセ王子」に参拝したとあり、『民経記』承元4年（1210年）4 月26日条には「角瀬川」と見える。しかし、この王子の呼称には異説が多く、西によれば川瀬王子（かわせおうじ、『紀伊続風土記』『紀伊名所図会』）、津の瀬王子（つのせおうじ、応永34年〈1427年〉の『熊野詣日記』）、角瀬王子（『南紀神社録』）などがあり、『和歌山県聖蹟』は「熊野道之間愚記」を根拠にツノセを本来の名としている。1908年（明治41年）に上津木八幡神社に合祀された。
- 所在地 - 和歌山県有田郡広川町河瀬143

### 馬留王子
河瀬王子から南下し、鹿瀬（ししがせ）山麓にあるのが馬留王子（うまどめおうじ）の跡地である。「熊野道之間愚記」、『中右記』、さらに応永34年（1427年）の『熊野詣日記』にも記述が見えないことから、これらの参詣記の年代以降に成立したと見られる。しかし、『紀伊続風土記』は馬留の名の由来を、熊野御幸の時代に、この先の鹿瀬峠が険しいために馬で越えることが出来ず、馬を留めたことにあるとしている。1942年（昭和17年）の『和歌山県聖蹟』には、1メートル角位の小さな社や数個の階段石、社殿跡と見られる玉砂利があったというが、1971年（昭和46年）に西が調査した際には、一帯はミカン畑となっており何もなかったという。日高郡日高町にある同名の馬留王子と区別するために、広川町の馬留王子を東ノ馬留王子、日高町の馬留王子を西ノ馬留王子と称することがある。
- 所在地 - 和歌山県有田郡広川町399

## 周辺情報
馬留王子（東ノ馬留王子）から次の沓掛王子（日高町）の間にあるのが鹿ヶ瀬峠になる。紀伊路の中では珍しく石畳路が残されており、大峠と小峠の二つのピークを越えると日高町となる。以下の画像では峠を越えた日高町側も掲出する。

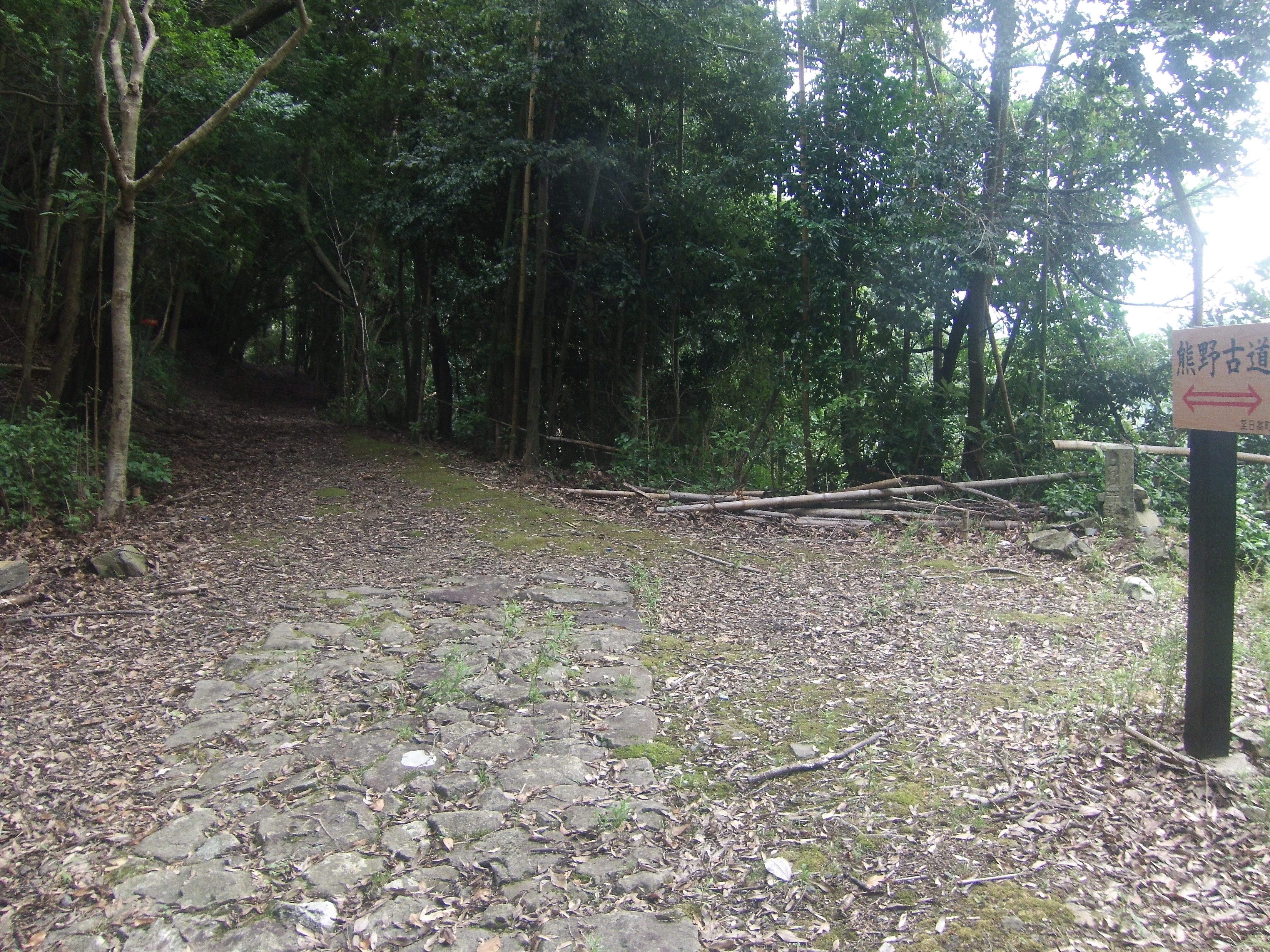
鹿ヶ瀬峠への道
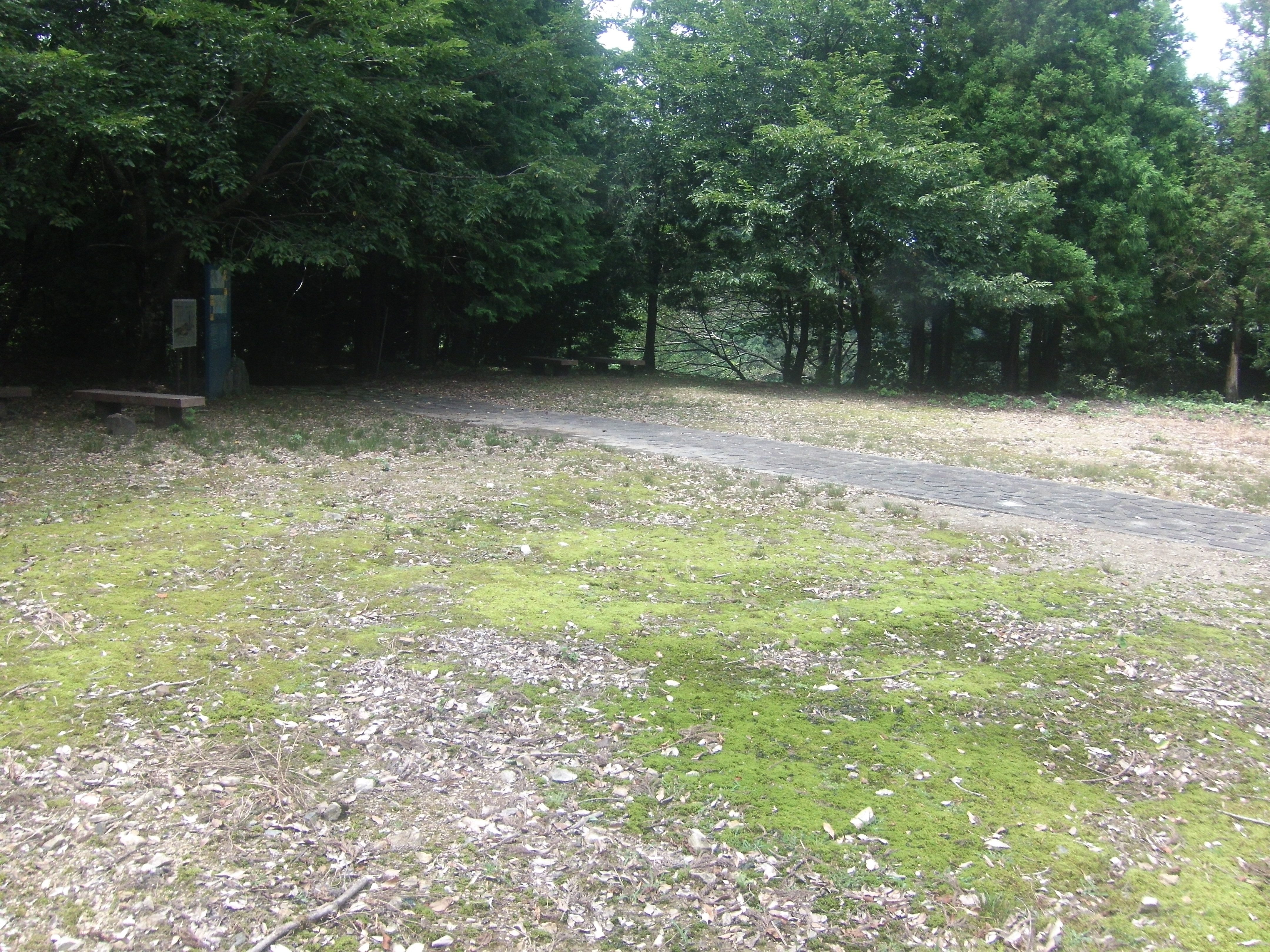
峠の頂上「法華の壇」
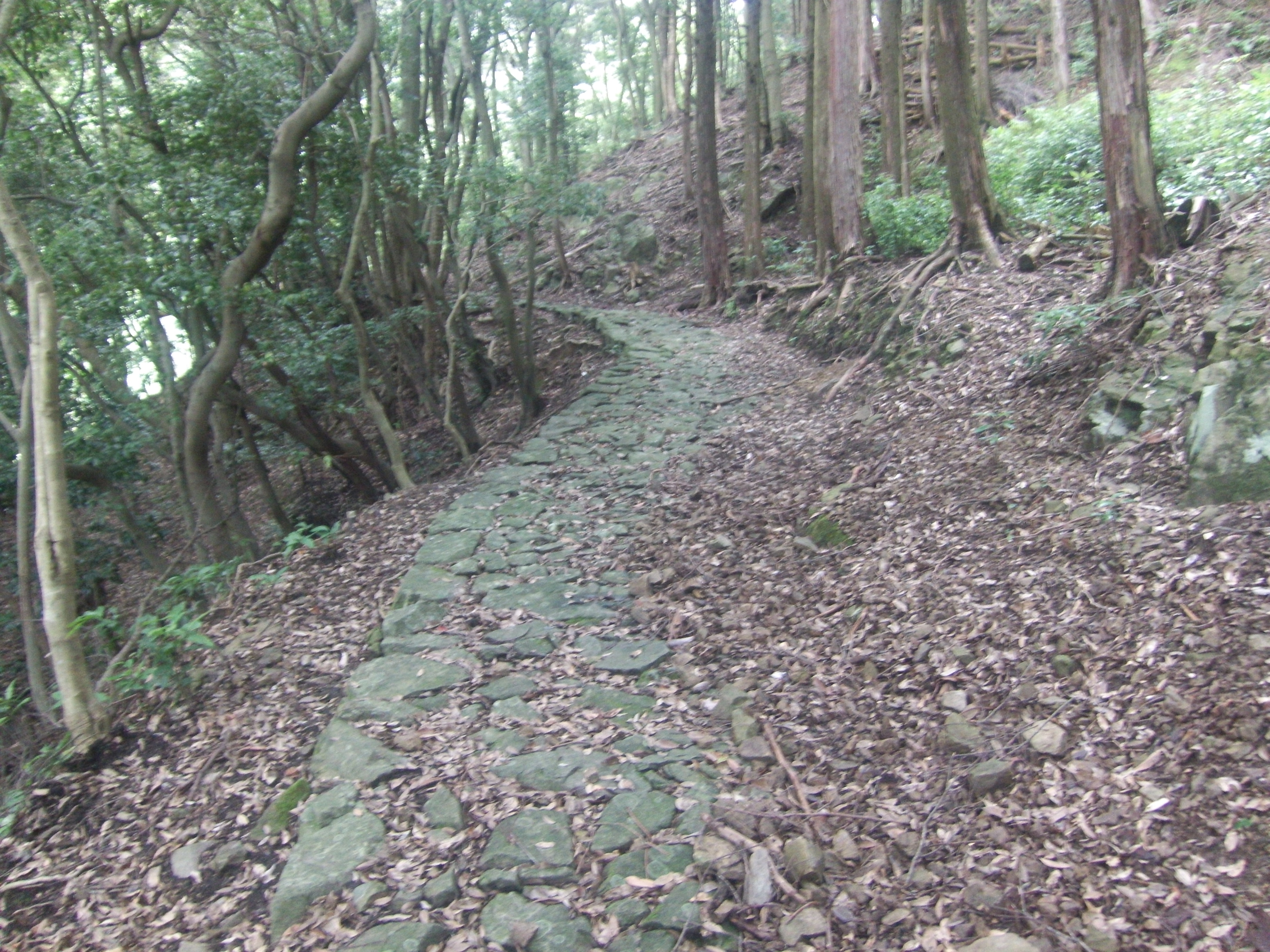
鹿ヶ瀬峠からの道（日高町）
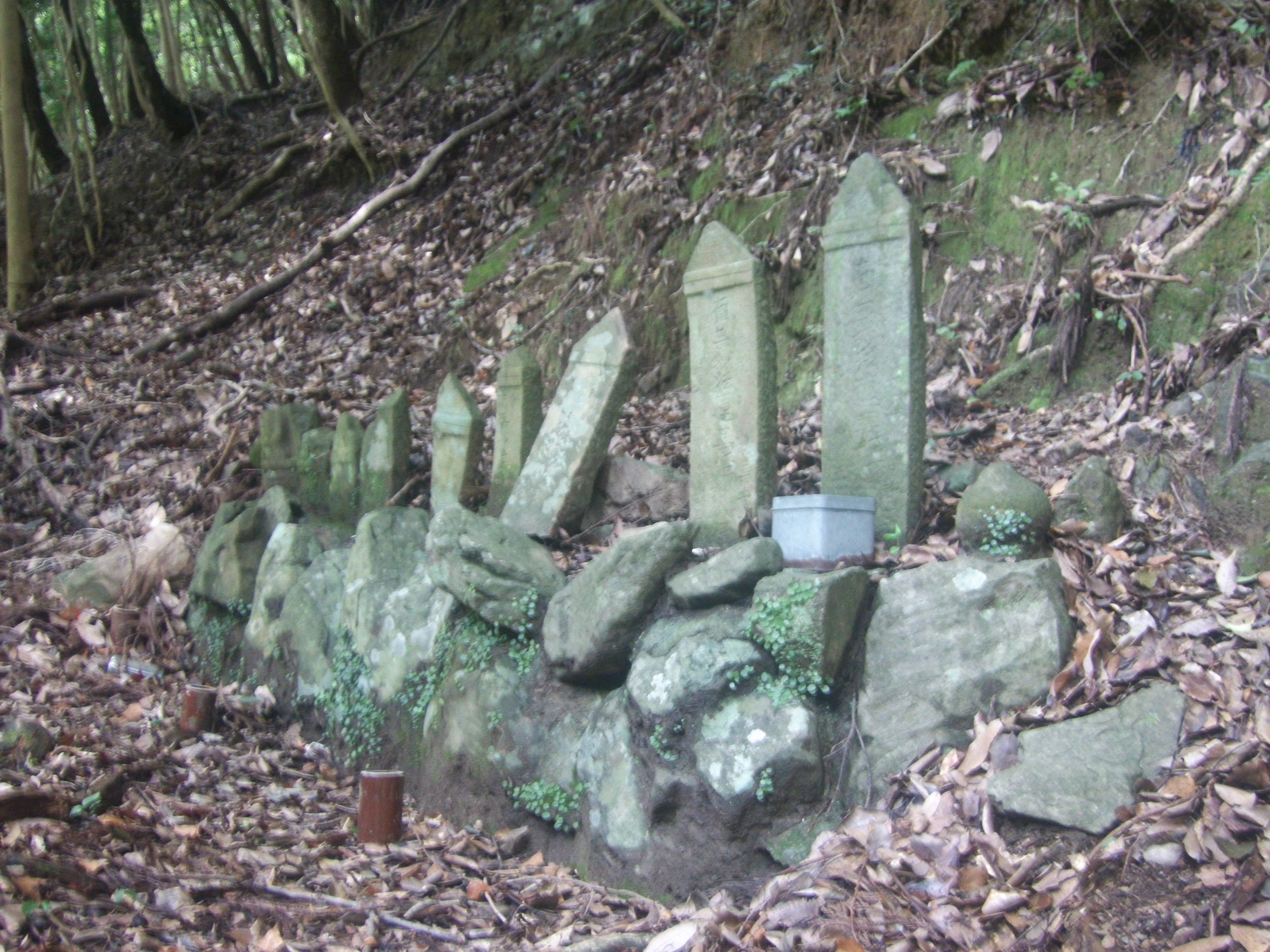
路傍の題目板碑（日高町）

## 注
1. 1 2  「角川日本地名大辞典」編纂委員会[1985: 118]
2. 1 2 3  平凡社[1997: 90]
3. ↑  西[1987: 116]
4. ↑  長谷川[2007: 83]
5. ↑  西[1987: 117]
6. ↑  長谷川[2007: 84]
7. ↑  平凡社 [1997: 115]
8. ↑  長谷川[2007: 85]
9. ↑  西[1987: 118]
10. ↑  長谷川[2007: 85-87]

## 文献
- 「角川日本地名大辞典」編纂委員会編、1985、『和歌山県』、角川書店（角川日本地名大辞典30） ISBN 404001300X
- 西 律、1987、『熊野古道みちしるべ - 熊野九十九王子現状踏査録』、荒尾成文堂（みなもと選書1）
- 長谷川 靖高、2007、『熊野王子巡拝ガイドブック』、新風書房 ISBN 9784882696292
- 平凡社編、1997、『大和・紀伊寺院神社大事典』、平凡社 ISBN 458213402-5